# Antonio de la Torre
Pour les articles homonymes, voir Torre et La Torre.
Ne doit pas être confondu avec Antonio de la Torre (footballeur mexicain).
Antonio de la Torre est un acteur espagnol, né le 18 janvier 1968 à Malaga. Après s'être fait connaître dans des films tels que Volver, Azul ou Balada triste, il devient le visage emblématique du thriller espagnol contemporain : La isla mínima, La Colère d'un homme patient, Que Dios nos perdone, puis El reino qui lui permet d'obtenir de nombreux prix dont le Goya du meilleur acteur. Il a tout récemment[Quand ?] joué dans deux films historiques remarqués : Compañeros se déroulant durant la dictature militaire de l'Uruguay, et Une vie secrète sous l'Espagne franquiste. Il a été nommé 14 fois aux prix Goya, record pour un acteur espagnol.

## Filmographie

### Comme acteur

#### Cinéma
- 1994 : Los peores años de nuestra vida d'Emilio Martinez Lazaro : le 3e journaliste
- 1995 : Cuernos de mujer d'Enrique Urbizu : le 1er taxi
- 1995 : Hola, ¿estás sola? d'Iciar Bollain : le jeune
- 1995 : Le Jour de la bête (El dia de la bestia) d'Alex de la Iglesia : le type dépendant
- 1995 : Morirás en Chafarinas de Pedro Olea : standardiste
- 1996 : Corsarios del chip de Rafael Alcazar : le douanier
- 1996 : Más que amor, frenesí d'Alfonso Albacete, Miguel Bardem, David Menkes : le serveur
- 1997 : Routes secondaires (Carreteras secundarias) d'Emilio Martinez Lazaro : le gendarme 2
- 1998 : Insomnio de Chus Gutierrez : le premier assistant
- 1998 : Torrente, le bras gauche de la loi (Torrente, el brazo tonto de la ley) de Santiago Segura : Rodrigo
- 1999 : Entre les jambes (Entre las piernas) de Manuel Gomez Pereira : l'employé du parking
- 1999 : Flores de otro mundo d'Iciar Bollain : le routier
- 1999 : Le Cœur du guerrier (El corazon del guerrero) de Daniel Monzon : l'agent Pellicer
- 1999 : Mort de rire (Muertos de risa) d'Alex de la Iglesia : le gardien de prison
- 2000 : Mes chers voisins (La Comuninad) d'Alex de la Iglesia : Quique
- 2000 : San Bernardo de Joan Potau : un volontaire
- 2001 : Manolito Gafotas en ¡Mola ser jefe! de Joan Potau : Tomás
- 2001 : Torrente 2: Misión en Marbella de Santiago Segura : le conseiller (non crédité)
- 2002 : El robo más grande jamás contado de Daniel Monzon : Angel
- 2002 : Poniente de Chus Gutiérrez : Paquito
- 2002 : X de Luis Marias : le patron du pub
- 2003 : El oro de Moscú de Jesus Bonilla : José Antoñín
- 2003 : Jours de foot (Días de fútbol) de David Serrano : Chico Coro 2
- 2003 : Ne dis rien (Te doy mis ojos) d'Iciar Bollain
- 2003 : Una pasión singular d'Antonio Gonzalo : Martínez Luna
- 2004 : El asombroso mundo de Borjamari y Pocholo de Juan Cavestany et Enrique Lopez Lavigne  : Richy
- 2004 : Le Septième Jour (El 7° dia) de Carlos Saura : le caporal de gendarmerie
- 2005 : El Calentito de Chus Gutiérrez : Técnico
- 2005 : La noche del hermano de Santiago Garcia de Leaniz : Alcalde
- 2006 : Azul (Azuloscurocasinegro) de Daniel Sánchez Arévalo : Antonio
- 2006 : La máquina de bailar d'Óscar Aibar : Fredajos
- 2006 : Volver de Pedro Almodovar : Paco
- 2007 : El prado de las estrellas de Mario Camus : Ramiro
- 2007 : Mataharis d'Iciar Bollain : Sergio
- 2007 : Salir pitando d'Alvaro Fernandez Armero : Juanfran
- 2008 : Che, 2e partie : Guerilla de Steven Soderbergh : Guerilla : Lieutenant Carlos Fernández
- 2008 : Cobardes de José Corbacho et Juan Cruz  : Joaquín
- 2008 : Los años desnudos. Clasificada S de Dunia Ayaso et Félix Sabroso : Marcos Viela
- 2008 : Retorno a Hansala de Chus Gutiérrez : Antonio
- 2008 : Una palabra tuya d'Angeles Gonzalez Sinde : Morsa
- 2009 : Gordos de Daniel Sánchez Arévalo : Enrique
- 2009 : La isla interior de Dunia Ayaso et Félix Sabroso : Iván
- 2010 : Balada triste (Balada triste de trompeta) d'Alex de la Iglesia : Sergio
- 2010 : Carne de neón de Paco Cabezas : Santos
- 2010 : Dispongo de barcos de Juan Cavestany : El de la corbata
- 2010 : La mitad de Óscar de Manuel Martin Cuenca : le chauffeur de taxi
- 2010 : Lope d'Andrucha Waddington : Juan
- 2011 : Primos de Daniel Sánchez Arévalo : Bachi
- 2011 : Un jour de chance (La chispa de la vida) d'Alex de la Iglesia : Kiko Segura
- 2012 : Groupe d'élite (Grupo 7) d'Alberto Rodriguez : Rafael
- 2012 : Invasion (Invasor) de Daniel Calparsoro : Diego
- 2013 : Amours cannibales (Canibal) de Manuel Martin Cuenca : Carlos
- 2013 : Gente en sitios de Juan Cavestany
- 2013 : La gran familia española de Daniel Sánchez Arévalo : Adán
- 2013 : Les Amants passagers (Los amantes pasajeros) de Pedro Almodovar : Álex Acero
- 2014 : La isla mínima d'Alberto Rodriguez : Rodrigo
- 2014 : United Passions de Frédéric Auburtin : Enrique Buero
- 2015 : Felices 140 de Gracia Querejeta : Juan
- 2015 : Hablar de Joaquin Oristrell : El Gitano
- 2016 : La Colère d'un homme patient (Tarde para la ira) de Raúl Arévalo : Jose
- 2016 : Que Dios nos perdone de Rodrigo Sorogoyen : Velarde
- 2017 : Abracadabra de Pablo Berger : Carlos
- 2017 : Aurora Borealis: Északi fény de Marta Meszaros : Antonio
- 2017 : El autor de Manuel Martin Cuenca : Juan
- 2018 : El reino de Rodrigo Sorogoyen : Manuel
- 2018 : Tiempo después de José Luis Cuerda : le père Miñarro
- 2018 : Compañeros (La noche de 12 años) d'Alvaro Brechner : José Mujica
- 2019 : Une vie secrète (La trinchera infinita) d'Aitor Arregi, Jon Garaño, Jose Mari Goenaga : Higinio
- 2019 : El plan de Polo Menarguez : Paco
- 2020 : Madrid, int. de Juan Cavestany :
- 2022 : Entre la vie et la mort de Giordano Gederlini : Léo

#### Courts-métrages
- 1990 : Adriana
- 1998 : 9'8m/s²
- 1999 : Hombres sin mujeres
- 2000 : Postales de la India
- 2003 : Profilaxis
- 2004 : Física II
- 2005 : Otra vida
- 2006 : En el hoyo
- 2006 : Tocata y fuga
- 2007 : El último golpe
- 2007 : Pene
- 2007 : Traumatologie
- 2010 : Una caja de botones
- 2011 : El barco pirata
- 2014 : Inquilinos

#### Télévision

##### Séries télévisées
- 1993 : Lleno, por favor : Pelopincho
- 1994 : Hermanos de leche
- 1994 : Los ladrones van a la oficina
- 1994-1996 : Canguros
- 1996-1997 : Turno de oficio: Diez años después : Santiago
- 1997 : Blasco Ibáñez : Tonet
- 1997 : Médico de familia
- 1997 : Éste es mi barrio : Empleado gasolinera
- 1998 : La vida en el aire : Ats
- 1999 : La casa de los líos
- 2000-2006 : El comisario : Inspector Cajuna
- 2002 : Hospital Central : Francisco Montero
- 2002 : Padre coraje : El Loren
- 2003 : Café express : Juan Carlos
- 2003 : Código fuego : Bala
- 2004 : Los 80 : Fernando
- 2005 : Maneras de sobrevivir
- 2007 : Aída
- 2007 : Corazón de... : Lui-même
- 2007 : Noche Hache : Lui-même
- 2008-2016 : Cinema 3 : Lui-même - Interviewee
- 2008-2016 : Versión española : lui-même - Invité
- 2009-2013 : El Hormiguero : Lui-même - Invité
- 2009-2017 : Días de cine : Lui-même - Interviewee
- 2010 : Miradas 2 : Lui-même - Interviewee
- 2010-2011 : España directo : lui-même - Interviewee
- 2010-2011 : Salvados : Lui-même / Papá Noel
- 2011 : Página 2 : Lui-même
- 2012 : Ilustres ignorantes : Lui-même - Invité
- 2012 : Pasapalabra : Lui-même - Contestant
- 2013 : Gente : Lui-même
- 2013 : Telediario : Lui-même
- 2014 : En el aire con Andreu Buenafuente : Lui-même - Invité
- 2014 : Peliculeros : Lui-même - Invité
- 2014 : Vespre a la 2 : Lui-même
- 2015 : ¡Atención obras! : Lui-même
- 2016 : 90 Minuti : Lui-même - Interviewee
- 2016 : The Night Manager : Juan Apostol
- 2017 : Dani & Flo : Lui-même - Interviewee
- 2017 : Perdóname, Señor : El Rojo

##### Téléfilms
- 2002 : Asalto informático : Tecnico
- 2005 : Llibre de família : Ramon
- 2006 : La chambre du fils : Operario (en tant que Antonio de Latorre)
- 2007 : ...10 años de Proyecto Corto : Lui-même
- 2007 : ¿Y a mí quién me cuida? : Antonio
- 2008 : El tesoro : Manuel
- 2011 : Clara Campoamor, la mujer olvidada : Antonio García
- 2014 : Catalunya aixeca el teló : Lui-même
- 2014 : XIX Premio Cinematográfico José María Forqué : Lui-même - Nominee: Best Actor
- 2015 : Los Goya 29 edición : Lui-même - Nominee: Best Supporting Actor
- 2015 : Teresa : Fernando de Valdés
- 2016 : Premios Goya 30 edición : Lui-même - Présentateur: Best Documentary Short Film & Best Documentary
- 2017 : 22 Premios Forqué : Lui-même - Nominee: Best Actor

### Comme producteur
- 2010 : Dispongo de barcos

### Comme parolier
- 2015 : Hablar

## Distinctions

### Récompenses
- Goyas 2007 : Goya du meilleur acteur dans un second rôle pour Azul
- Prix Feroz 2019 : meilleur acteur pour El reino[1],[2]
- Goyas 2019 : Goya du meilleur acteur pour El reino[3],[4]
- Prix Platino 2019 : meilleur acteur pour El reino[5],[6]